# Recettore intracellulare
Il recettore intracellulare è una struttura recettoriale di natura proteica localizzata a livello intracellulare e più raramente a livello della membrana citoplasmatica. I recettori intracellulari interagiscono con ligandi di natura ormonale o molecole lipofile specifiche. Il complesso ligando-recettore funge da fattore di trascrizione il quale migra nel nucleo cellulare e, interagendo con specifiche sequenze di DNA, regola l'espressione genica.

## Tipologie di recettori intracellulari
I recettori intracellulari possono essere suddivisi in due famiglie principali (recettori citosolici e recettori nucleari), ognuna delle quali contiene altre sottoclassi recettoriali. I recettori citosolici sono localizzati a livello del citosol, accoppiati a strutture proteiche che mantengono il recettore in una forma inattiva. I recettori nucleari sono presenti a livello del nucleo cellulare, anch'essi in forma inattiva.
- Recettori citosolici
  - Recettori dei glucocorticoidi
  - Recettori dei mineralcorticoidi

- Recettori nucleari
  - Recettori degli estrogeni
  - Recettori del progesterone
  - Recettore degli androgeni
  - Recettore degli ormoni tiroidei
  - Recettore della vitamina D
  - Recettori dell'acido retinoico
  - Recettore per gli acidi biliari

## Struttura del recettore intracellulare
Tutti i recettori intracellulari si assomigliano molto sia dal punto di vista strutturale, della sequenza di amminoacidi e nel meccanismo d'azione. Infatti tutti i recettori intracellulari appartengono ad una medesima superfamiglia di recettori; è infatti probabile che tali recettori presentino un capostipite comune dal quale tutti derivano. I primi recettori ad essere stati caratterizzati sono stati il recettore dei glucocorticoidi, degli estrogeni e del progesterone.
I recettori intracellulari sono costituiti da una sequenza che varia da 400 a 1000 amminoacidi. L'omologia di sequenza tra le varie forme recettoriali varia da un minimo del 40% ad un massimo del 94%.
Ogni recettore è costituito da 3 regioni funzionali:
- porzione -NH2 terminale (amminoterminale)
- porzione centrale
- porzione -COOH terminale (carbossiterminale)

La porzione amminoterminale è responsabile del processo di dimerizzazione che segue all'interazione ligando-recettore: 2 recettori si appaiano tramite tali estremità.
La porzione centrale è quella che presenta affinità per specifiche sequenze di DNA. Una volta dimerizzato, il recettore entra nel nucleo e si lega a specifiche sequenze geniche favorendone o inibendone la trascrizione. Questa sequenza recettoriale è costituita da circa 70 amminoacidi, in prevalenza basici i quali favoriscono il legame con il DNA.
La diversità, sebbene lieve, di tale sequenza, è la ragione della specificità di legame con le sequenze HRE (Hormone Responsive Elements, in italiano: sequenze che rispondono agli ormoni). La regione centrale presenta residui di cisteina ed istidina le quali interagiscono tramite legami di coordinazione con un atomo di zinco: tali legami sono definiti zinc finger ed hanno la funzione di mantenere il recettore nella conformazione necessaria per l'interazione con il DNA.
La porzione carbossiterminale è quella che lega il ligando, cioè l'ormone a seguito del legame con il quale si ha modificazione conformazionale del recettore e migrazione di questo nel nucleo (solo per quelli citoplasmatici).

## Meccanismo d'azione
L'attivazione dei recettori intracellulari può avvenire tramite due distinti meccanismi: interazione ligando-recettore, che è la forma principale di attivazione, e attivazione in assenza di ligando

### Attivazione ligando dipendente
Il ligando dei recettori intracellulari sono ormoni, non tutti, i quali in virtù della loro lipofilia, possono attraversare il doppio strato lipidico della membrana e diffondere all'interno della cellula. Il ligando interagisce così con il proprio recettore a livello intracellulare (se si tratta di recettori citosolici) o a livello nucleare (se si tratta di recettori nucleari).
Il recettore normalmente è presente in una forma non attiva. Il recettore non attivo è legato a strutture proteiche che hanno la funzione di mantenere il recettore in forma quiescente, in modo tale che non possa essere espressa la propria azione. Queste proteine che inibiscono il recettore sono definite HSP (dall'inglese Heat Shock Protein, cioè proteine dello shock termico) appaiate da un numero che indica il numero di amminoacidi di cui sono costituite.
Normalmente il recettore inattivo è presente in una conformazione ripiegata a 90 gradi e legato alle HSPs. In seguito al legame con l'ormone a livello della sezione carbossi-terminale, il recettore passa da 90 a 180 gradi e stacca la HSP. Si scopre così la porzione centrale del recettore, quella ad affinità per il DNA. Prima di migrare nel nucleo, il recettore attivato si lega con un altro recettore attivo tramite la porzione amminoterminale e, così dimerizzato, si dirige verso il nucleo, vi penetra ed interagisce con specifiche sequenze di DNA. L'azione che si può ottenere può essere attivatoria o inibitoria sull'espressione genica.
Studi dettagliati dell'ultimo decennio hanno confermato che il recettore attivo non agisce da solo. Esso, infatti, viene accompagnato da co-attivatori, che mostrano specificità per un particolare tipo di recettore. Si tratta di proteine per lo più nucleari, con una massa relativamente grande (superiore a quella del recettore dimero attivo) e tutti aventi in comune un corto motivo di amminoacidi idrofobi col quale legano il loro recettore ormonale.
Il primo ad essere stato clonato nel 1995 è stato SRC-1 (steroid receptor coactivator-1), seguito dal SRC-2 (chiamato anche GRIP o TIF-2) e risultati abbastanza specifici per l'azione dei glucocorticoidi. Gruppi di ricercatori indipendenti hanno poi identificato altri coattivatori, come pCIP, ACTR, RAC3, TRAM-1 (specifico per l'azione degli ormoni tiroidei), AIB-1 ed AIB-3 (specifici per l'azione degli estrogeni e così chiamati perché trovati amplificati in campioni di carcinoma mammario) ed NCoA6/NRC.
Recentissimi sviluppi della farmacologia hanno portato all'identificazione di sostanze capaci di interferire con l'interazione tra il recettore attivo ed il suo coattivatore. Si tratta di piccole molecole organiche, derivate dall'anello naftalenico o piridinico con varie modificazioni, che sembrano bersagliare primariamente il coattivatore ed impedirne la sua interazione col recettore come meccanismo riflesso.
È chiaro che lo sviluppo di tali molecole ha implicazioni non indifferenti per la terapia mirata di certi tipi di tumore ormono-dipendenti o patologie legate a disturbi della sintesi o dell'azione ormonale.

### Attivazione in assenza di ligando
È un tipo di attivazione meno frequente che avviene per modificazioni post-traduzionali (in genere fosforilazione del substrato). In seguito alla stimolazione di vari recettori di membrana, si ha la produzione di secondi messaggeri che stimolano delle proteine chinasi che, mediante fosforilazione attivano il recettore intracellulare. Le principali chinasi coinvolte in questo processo sono in genere la protein chinasi calcio-lipide dipendente (PKC) e la chinasi attivata dal secondo messaggero AMP ciclico (PKA).
Questo tipo di meccanismo è noto per recettori estrogeni, del progesterone e degli ormoni tiroidei in seguito a stimolazione dei recettori dopaminergici in particolari aree cerebrali. È stato dimostrato che, in seguito a questo meccanismo, gli ormoni sessuali possano "dialogare" con la dopamina a livello cerebrale e provocare il fenomeno dell'attrazione tra i due sessi.